# Evanescence (album)
Pour l’article homonyme, voir Evanescence.
Albums de Evanescence
The Open Door
(2006) Synthesis
(2017)
Singles
1. What You Want
Sortie : 9 août 2011
2. My Heart Is Broken
Sortie : 1er novembre 2011
3. Lost In Paradise
Sortie : 25 mai 2012

Evanescence, sorti en 2011, est le troisième album du groupe de rock alternatif américain Evanescence.
Cet album arrive cinq années après le précédent, The Open Door. Le groupe avait déjà enregistré un album avec Steve Lillywhite, mais la direction électronique prise par le groupe ne plaisait pas au label, qui leur demanda alors de recommencer à zéro, ce qu'ils firent avec Nick Raskulinecz en tant que producteur.
Dans une interview, Amy Lee, la chanteuse leader du groupe, explique que le thème général de l'album est la nature et plus particulièrement l'océan ; d'ailleurs, l'une des chansons de l'album se nomme Oceans.

## Processus de création
Amy Lee a avoué sa satisfaction concernant le travail effectué sur cet album, car c'était la première fois que les membres d'Evanescence travaillaient comme un groupe en tant que tel. En effet, cette fois-ci, tout le monde a travaillé main dans la main, contrairement à ce qui avait été fait pour The Open Door.

## Sortie et promotion
Afin de préparer l'arrivée de leur nouvel album, Evanescence participe à divers festivals, dont un à Rio de Janeiro. L'album est un temps annoncé pour le 4 octobre 2011 par Amy Lee, via son compte Twitter. Quelque temps après, le label annonce la sortie d'Evanescence le 7 octobre 2011 aux États-Unis. Lors d'une entrevue avec MTV, Amy Lee révèle quelques informations sur la création des différentes chansons, et l'on peut même entendre quelques extraits de What You Want et The Other Side. Le groupe annonce la sortie de leur premier single, What You Want, pour le début du mois d'août 2011.
Le titre My Heart Is Broken avait été proposé par Evanescence pour figurer dans la bande originale de Twilight, chapitre IV : Révélation, mais Summit a décliné la proposition.
Le 29 août 2011, le site Amazon dévoile la pochette de l'album., qui est dans le même genre que celle de What You Want. Le 30 août, la pochette de l'album est rendue publique sur le site officiel du groupe.

## Lessingles
Le premier single de l'album, What You Want, est dévoilé début août 2011. La chaine MTV, qui diffuse d'un extrait du titre lors de l'interview du groupe, émet un avis très positif, voire dithyrambique, à son sujet. 
What You Want sort finalement le 9 août 2011 en exclusivité sur iTunes et est disponible le 16 août 2011 sur les autres plateformes de téléchargement légal. 
Le second single, My Heart Is Broken, sort le 1er novembre 2011 en radio ; le troisième single, Lost In Paradise, est révélé par Amy Lee sur son compte Twitter.

## Réception critique
Le site internet Radio Metal propose une critique de l'album, titre par titre.
Le site spécialisé La Grosse Radio Rock offre une critique mitigée de l'album : « (...) En faisant du metal édulcoré, les Américains parviennent à vendre. Si cela peut motiver de gros labels à signer de vrais métalleux, et si cela peut inciter les gens à découvrir le metal… c'est toujours ça de pris ! »

## Liste des chansons

### Édition Standard
| No  | Titre              | Durée |
| --- | ------------------ | ----- |
| 1.  | What You Want      | 3:41  |
| 2.  | Made Of Stone      | 3:33  |
| 3.  | The Change         | 3:42  |
| 4.  | My Heart Is Broken | 4:29  |
| 5.  | The Other Side     | 4:05  |
| 6.  | Erase This         | 3:55  |
| 7.  | Lost in Paradise   | 4:42  |
| 8.  | Sick               | 3:30  |
| 9.  | End Of The Dream   | 3:49  |
| 10. | Oceans             | 3:38  |
| 11. | Never Go Back      | 4:27  |
| 12. | Swimming Home      | 3:43  |

### Édition Deluxe
| No  | Titre            | Durée |
| --- | ---------------- | ----- |
| 13. | New Way To Bleed | 3:46  |
| 14. | Say You Will     | 3:43  |
| 15. | Disappear        |       |
| 16. | Secret Door      |       |

### DVD
| No  | Titre                                        | Durée |
| --- | -------------------------------------------- | ----- |
| 1.  | What You Want (Video)                        |       |
| 2.  | Making the What You Want Music Video - Day 1 |       |
| 3.  | Making the What You Want Music Video - Day 2 |       |
| 4.  | Behing the Scenes In the Studios             |       |
| 5.  | Behing the Scenes At the Photoshoot          |       |
| 6.  | On the Songs: Secret Door                    |       |
| 7.  | On the Songs: The Change                     |       |
| 8.  | On the Songs: Never Go Back                  |       |
| 9.  | On the Songs: Made Of Stone                  |       |
| 10. | On the Songs: Disappear                      |       |
| 11. | On the Songs: What You Want                  |       |
| 12. | On the Songs: My Heart Is Broken             |       |
| 13. | On the Songs: Oceans                         |       |
| 14. | On the Songs: What You Want                  |       |
| 15. | On the Songs: Lost In Paradise               |       |

## Historique des sorties
| Pays       | Date            | Format                            | Label           |
| ---------- | --------------- | --------------------------------- | --------------- |
| Allemagne  | 07 octobre 2011 | CD, Vinyl, Téléchargement Digital | Wind-Up Records |
| France     | 10 octobre 2011 | CD, Vinyl, Téléchargement Digital | Emi             |
| États-Unis | 11 octobre 2011 | CD, Vinyl, Téléchargement Digital | Wind-Up Records |

## Classements hebdomadaires
| Classement (2011)                  | Meilleure place |
| ---------------------------------- | --------------- |
| Allemagne (Media Control AG)       | 5               |
| Australie (ARIA)                   | 5               |
| Autriche (Ö3 Austria Top 40)       | 4               |
| Belgique (Flandre Ultratop)        | 12              |
| Belgique (Wallonie Ultratop)       | 9               |
| Canada (Canadian Albums Chart)     | 2               |
| Danemark (Tracklisten)             | 22              |
| Écosse (OCC)                       | 4               |
| Espagne (Promusicae)               | 10              |
| États-Unis (Billboard 200)         | 1               |
| États-Unis (Alternative Albums)    | 1               |
| États-Unis (Hard Rock Albums)      | 1               |
| États-Unis (Top Rock Albums)       | 1               |
| Finlande (Suomen virallinen lista) | 14              |
| France (SNEP)                      | 8               |
| Irlande (IRMA)                     | 17              |
| Italie (FIMI)                      | 5               |
| Norvège (VG-lista)                 | 19              |
| Nouvelle-Zélande (RIANZ)           | 3               |
| Pays-Bas (Mega Album Top 100)      | 14              |
| Portugal (AFP)                     | 12              |
| Royaume-Uni (UK Albums Chart)      | 4               |
| Royaume-Uni (Rock & Metal Albums)  | 1               |
| Suède (Sverigetopplistan)          | 16              |
| Suisse (Schweizer Hitparade)       | 4               |

## Certifications
| Pays                  | Certification |
| --------------------- | ------------- |
| Australie (ARIA)      | Or            |
| Canada (Music Canada) | Or            |
| États-Unis (RIAA)     | Or            |
| Royaume-Uni (BPI)     | Or            |